# Organizacja Wolność i Niepodległość
Organizacja Wolność i Niepodległość (WiN) – młodzieżowa organizacja konspiracyjna założona w Opolu w stanie wojennym 24 stycznia 1982 roku, po upływie kilku tygodni od jego rozpoczęcia, przez grupę młodzieży szkół ponadpodstawowych, działającą wcześniej w strukturach Niezależnej Federacji Młodzieży Szkolnej i Związku Młodzieży Demokratycznej (ZMD).

## Geneza
Organizacja korzeniami sięga do inicjatyw wolnościowych młodzieży inspirowanej wolnościowym ruchem Solidarność z lata 1980. Wiosną 1981 Andrzej Wianecki, uczeń 3 klasy II Liceum Ogólnokształcącego w Opolu, zorganizował na jego terenie Uczniowski Komitet Odnowy Społecznej. Jednym z pierwszych członków UKOS został Andrzej Dżuła jeden z przyszłych założycieli WiN.
NSZZ Solidarność regionu opolskiego wspierająca wolnościowe dążenia młodzieży szkół średnich, pomogła w zorganizowaniu w dniu 18 września 1981 spotkania integracyjnego opolskich środowisk uczniowskich. W rezultacie tego spotkania 10 października 1981 uczniowie powołali komitet założycielski Niezależnej Federacji Młodzieży Szkolnej regionu Opolskiego złożony z przedstawicieli szkół średnich z Opola, Nysy, Otmuchowa, Kluczborka, Grodkowa, Kędzierzyna-Koźla i Głubczyc. 24 października 1981 założyciele wydali pierwszy z czterech numerów gazetki pod nazwą „Federatka”. 30 października 1981 roku odbył się pierwszy zjazd NFMSz regionu Opolskiego na którym wybrano czteroosobowy zarząd organizacji:
- Dariusz Gronowski (Technikum Elektryczne Opole)
- Dariusz Hałdys (Technikum Mechaniczne Opole)
- Barbara Homeniuk (ZSO Głubczyce)
- Andrzej Wianecki (Liceum Ogólnokształcące nr II Opole)

Na kolejnym spotkaniu, 6 listopada 1981, wybrano komitet redakcyjny „Federatki”. W dniach 14–15 listopada 1981 delegaci z Opolskiego brali udział w krajowym zjeździe NFMSz w Warszawie. Ostatni, czwarty numer „Federatki” został wydrukowany 11 grudnia 1981, na dwa dni przed wprowadzeniem stanu wojennego. W NFMSz poznali się przyszli WiN-owcy: Tadeusz Lakwa i Jacek Wilk oraz członkowie komitetu redakcyjnego „Federatki”: Jerzy Golczuk i Marek Torchała.
Inną okazją do integracji młodzieżowych środowisk opozycyjnych było powołanie w lutym 1981 roku Związku Młodzieży Demokratycznej. To w tej organizacji Andrzej Wianecki poznał kolejnego założyciela i przyszłego szefa WiN Macieja Pilcha oraz Małgorzatę Wieczorek będącą etatowym pracownikiem Stronnictwa Demokratycznego. Funkcjonowanie SD jako satelity politycznej PZPR nie zostało zawieszone i zakazane z dniem wprowadzenia stanu wojennego co umożliwiło wykorzystanie jej siedziby i zasobów do organizowania WiN.

## Założyciele

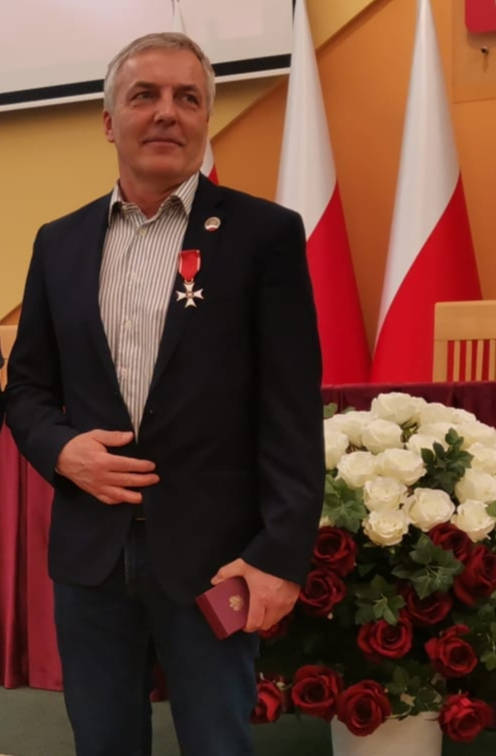
Andrzej Wianecki – współzałożyciel organizacji, członek czteroosobowego kierownictwa WiN. Opole 14 stycznia 2022

Założycielami byli: Maciej Pilch, Andrzej Wianecki, Andrzej Dżuła i Tadeusz Lakwa (obecnie, po zmianie nazwiska Gustowicz). Stanowili oni kierownictwo organizacji, której przewodził Maciej Pilch. Był on równocześnie odpowiedzialny za koordynację tzw. grup terenowych w całym województwie opolskim. Działalnością redakcyjno-kolportażową kierował Andrzej Wianecki. Tadeusz Lakwa kierował działaniami grup konspiracyjnych na terenie Opola. Szefem sekcji specjalnej, zadaniem której była ochrona bezpieczeństwa organizacji został Andrzej Dżuła.

## Idea
WiN powstał w odpowiedzi na dyktaturę stanu wojennego i wynikające z niej radykalne ograniczenie wolności osobistych oraz obywatelskich dopiero co wywalczonych przez ruch Solidarności. Programem minimum dla WiN było przywrócenie stanu wolności sprzed wprowadzenia 13 grudnia 1981 stanu wojennego. W hasłach organizacji pojawiały się również postulaty niepodległościowe oraz obciążające PZPR za rządy totalitarne i fatalny stan socjalistycznej gospodarki.
Oprócz różnych form czynnego sprzeciwu wobec wojskowego terroru, członkowie WiN planowali pomagać aresztowanym i internowanym.

## Działalność organizacji

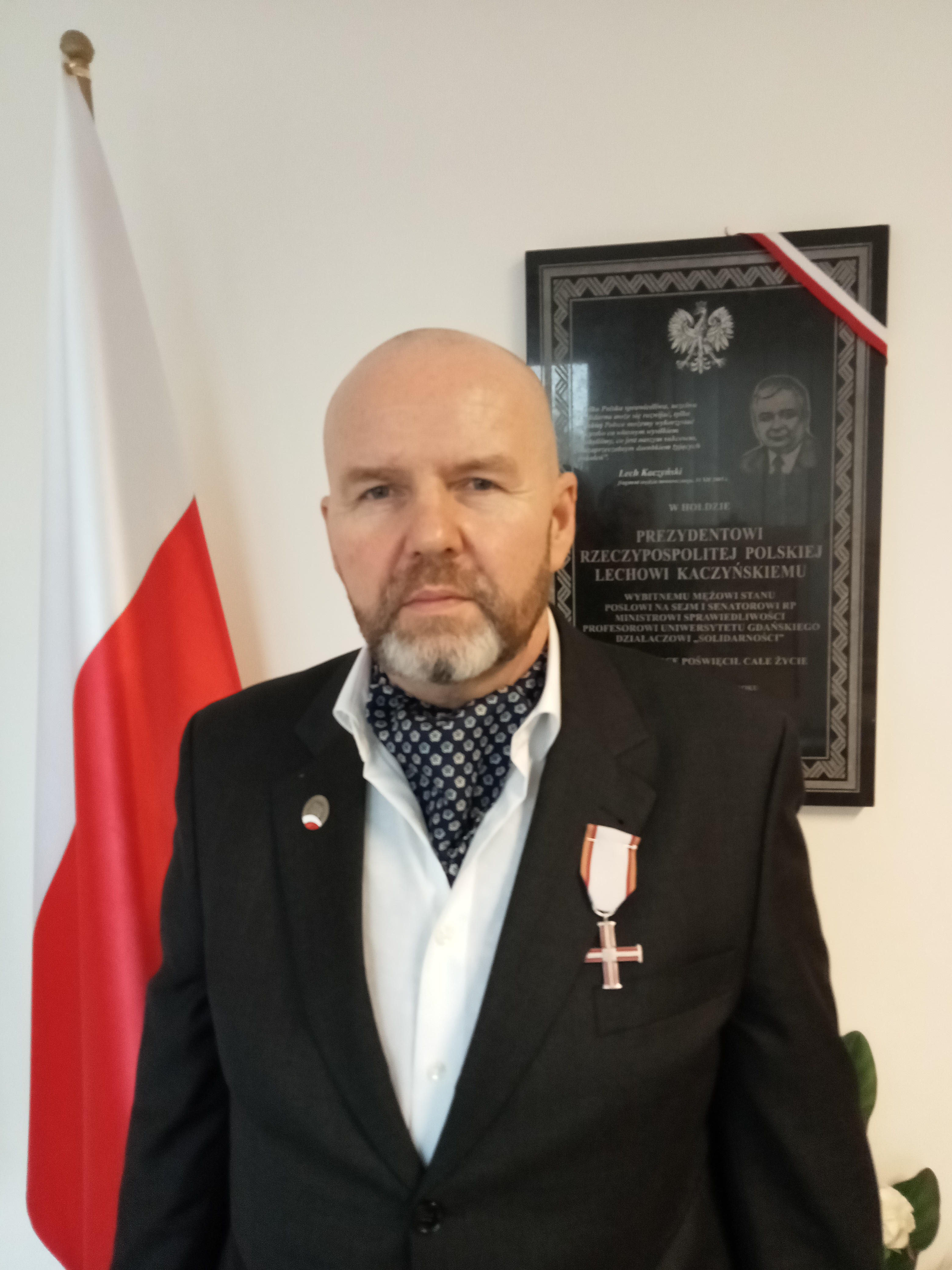
Krzysztof Kowalewski (Kozieł) – członek sekcji drukarskiej WiN. Opole 14 stycznia 2022

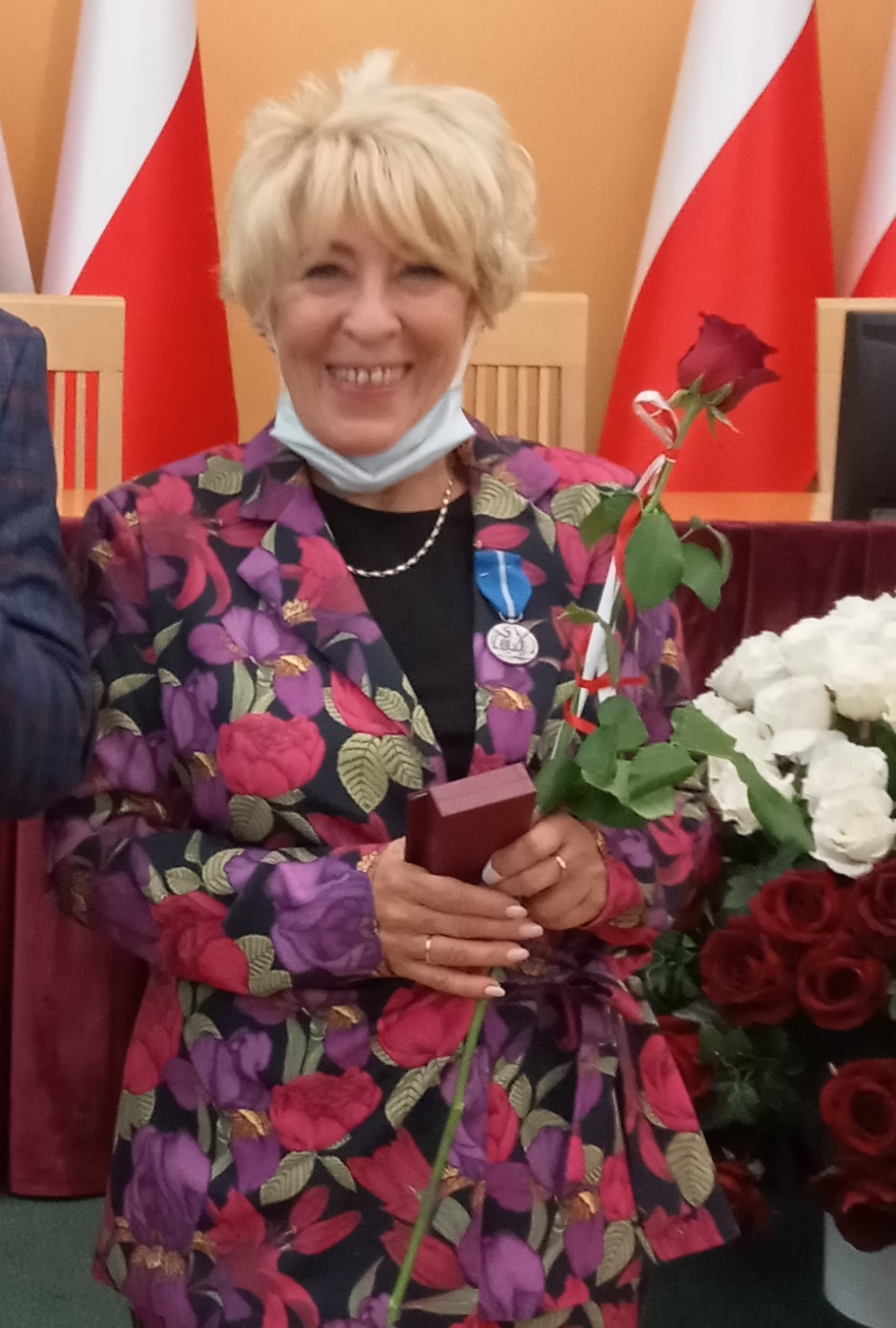
Małgorzata Wieczorek – Smolińska – jedna z pierwszych kobiet, która podjęła współpracę z WiN. Opole 29 września 2021

Członkowie WiN wzorowali się na legendarnych „Szarych Szeregach” i na zrzeszeniu WiN (Wolność i Niezawisłość). Tworzyli małe grupy liczące od 3 do 5 osób, a każdy z członków przybierał pseudonim. Nowi członkowie WiN składali przysięgę na proporzec WiN-u wykonany i wyhaftowany przez Małgorzatę Mierzwę. Sekcję drukarską tworzyli: Jacek Kucharski, który był jej szefem, Marek Kotowski, Krzysztof Kozieł (obecnie po zmianie nazwiska Kowalewski) oraz Edward Jacek Głowiński. Z konspiratorami współpracowała Małgorzata Wieczorek (obecnie Wieczorek-Smolińska). Będąc w tamtym czasie pracownicą Wojewódzkiego Komitetu Stronnictwa Demokratycznego i jednocześnie członkiem ZMD. Dostarczała ona papier do druku oraz matryce. Przepisywała też na maszynie do pisania, tekst pierwszych ulotek, które redagował Andrzej Wianecki. Podobny użytek z maszyny do pisania rodziców robił Maciej Pilch. Dwie serie ulotek pod tytułem „Stan wojny z narodem” zostały przez tych dwoje przepisane na maszynie w kilkuset egzemplarzach, a następnie rozkolportowane. Członkowie WiN brali udział w malowaniu znaków kotwicy Polski Walczącej na murach i obwieszczeniach o stanie wojennym. WiN-owcy malowali także farbami na murach różnej treści hasła antykomunistyczne. Wywieszali też flagi polskie przepasane kirem na budynkach mieszkalnych i obiektach użyteczności publicznej.
W lutym 1982 w domu Edwarda Jacka Głowińskiego zorganizowano zakonspirowaną drukarnię zaopatrzoną we wszystko co było niezbędne do drukowania ulotek. Prostą maszynę do drukowania młodzież skonstruowała z wyżymaczki kultowej dziś pralki o nazwie „Frania”. Po wydrukowaniu i rozkolportowaniu szeregu ulotek 6 marca 1982 w tej drukarni wydano pierwszy i zarazem ostatni numer „Tygodnika Wojennego” w nakładzie kilkuset egzemplarzy. Niestety nie udało się go rozkolportować w całości, ponieważ część egzemplarzy przejęła Służba Bezpieczeństwa podczas likwidacji drukarni organizacji. Konspirująca młodzież próbowała w pewnym momencie nawiązać kontakt i ewentualną współpracę z grupą nieinternowanych dorosłych działaczy „Solidarności”. Ich łącznikiem miał zostać znany Tadeuszowi Lakwie, Lesław Poeckh, skarbnik opolskiego oddziału KPN. On też później, z racji dojrzałego wieku, został ukarany najbardziej surowym wyrokiem, choć jego wpływ i wkład w działalność WiN był znikomy.

### Aresztowania
18 marca 1982 patrol MO zatrzymał Macieja Pilcha i Marka Kotowskiego, którzy mieli przy sobie sześć ryz, bezcennego wówczas, papieru przeznaczonego do druku oraz cztery matryce drukarskie otrzymane od Małgorzaty Wieczorek, a pozyskane z Komitetu Wojewódzkiego SD. Po rewizjach w mieszkaniach zatrzymanych i znalezieniu tam ulotek, Służba Bezpieczeństwa podjęła decyzję o ich aresztowaniu. W wyniku przesłuchań w następnych dniach aresztowano: Jacka Kucharskiego, Krzysztofa Kozieła, Edwarda Jacka Głowińskiego, Andrzeja Wianeckiego, Tadeusza Lakwę, Andrzeja Dżułę, Marka Torchałę, Jacka Wilka, Małgorzatę Mierzwę, Małgorzatę Wieczorek, Jacka Szudzichowskiego, Lesława Poeckh’a i w późniejszym okresie Mirosława Wróbla, Macieja Wojciechowskiego oraz Joachima Bekersa. Aresztowania trwały w okresie od marca do maja 1982 roku. Młodzi konspiratorzy, uczniowie opolskich szkół średnich, mieli wtedy po siedemnaście, osiemnaście i dziewiętnaście lat. Przetrzymywano ich w celach aresztu śledczego Komendy Wojewódzkiej Milicji Obywatelskiej w Opolu, które mieściły się w piwnicach. Z brakiem dostępu do naturalnego światła dziennego, w warunkach urągających ludzkiej godności. Spali na drewnianych skrzyniach, a za toaletę służyły im umieszczone w celach blaszane beczki z pokrywką. Przesłuchania prowadzane przez SB były bezpardonowe. By złamać ducha i skłonić do zeznań niektórych osadzono w pierwszych dniach w pojedynkę i torturowano ich psychicznie (np. przetrzymywanie w całkowitej ciemności lub przystawianie pistoletu do głowy), na przemian straszono wieloletnimi wyrokami, przypadkowa śmiercią w celi i obietnicami szybkiego uwolnienia po złożeniu wyczerpujących zeznań. W późniejszym okresie co kilka dni zmieniano im cele. W każdej przebywali z pospolitymi przestępcami, a nawet z mordercami i prawie zawsze przebywał z nimi jakiś konfident. Po zakończeniu intensywnych śledztw po upływie 4-7 tygodni, przewożono ich do Aresztu Śledczego przy ul. Sądowej w Opolu, gdzie panowały lepsze warunki. Tam również w towarzystwie pospolitych przestępców oczekiwali przez kolejne ok. dwa miesiące na proces przed Sądem Śląskiego Okręgu Wojskowego we Wrocławiu. Decyzją Sądu, w dniu 19 czerwca 1982 roku zostali zwolnieni z aresztu. Aresztowani i ich obrońcy wielokrotne i zawsze bezskutecznie występowali do prowadzącego sprawę prokuratora wojskowego Edwarda Brydniaka o uchylenie aresztu. W uzasadnieniu powoływali się na opinie biegłych psychiatrów o ciężkim stanie emocjonalnym w tym na przypadek próby samobójczej.

### Procesy i wyroki
27 maja 1982 Wojskowa Prokuratura Garnizonowa w Opolu skierowała do Sądu Śląskiego Okręgu Wojskowego we Wrocławiu akt oskarżenia z żądaniem wyroków od 3 lat pozbawienia wolności i 2 lat pozbawienia praw publicznych do 6 lat pozbawienia wolności i 3 lat pozbawienia praw publicznych. Sąd Śląskiego Okręgu Wojskowego we Wrocławiu podczas rozprawy postanowieniem z dnia 14 czerwca 1982 roku, zdecydował by od 19 czerwca 1982 roku oskarżeni mogli odpowiadać z wolnej stopy. Lesław Świątkowski, zastępca prokuratora Wojskowej Prokuratury Garnizonowej w Opolu, już w dniu 17 czerwca 1982 roku złożył zażalenie do Sądu Najwyższego Izby Wojskowej domagając się przywrócenia aresztu wobec wszystkich oskarżonych.
8 sierpnia 1982 roku Izba Wojskowa Sądu Najwyższego przychyliła się częściowo do zażalenia i przywróciła areszt w stosunku do Macieja Pilcha i Lesława Poeckh’a. Wcześniej jednak bo 18 lipca 1982 roku Sąd Śląskiego Okręgu Wojskowego we Wrocławiu wydał wyrok w którym umorzył postępowanie wobec oskarżonych z wyjątkiem Lesława Poeckha, który został skazany na rok pozbawienia wolności. Wojskowa Prokuratura Garnizonowa w Opolu zaskarżyła wyrok do Izby Wojskowej Sądu Najwyższego, który sprawę członków WiN odesłał do ponownego rozpatrzenia przez Sąd pierwszej instancji.
Po ponownym rozpatrzeniu, 10 listopada 1982 roku, Sąd Śląskiego Okręgu Wojskowego we Wrocławiu w składzie: por. Andrzej Hejczyk, chor. Stanisław Zub, st. sierż. Stanisław Grosicki orzekł następujące wyroki skazujące: Maciej Pilch i Andrzej Wianecki – 1 rok pozbawienia wolności w zawieszeniu na 3 lata, z zastosowaniem dozoru kuratorskiego. Tadeusz Lakwa – 8 miesięcy pozbawienia wolności w zawieszeniu na 3 lata, również z dozorem kuratorskim. Wobec skazanych dodatkowo orzeczono kary grzywny w wysokości po 8 tysięcy zł. Pomimo odwołania obrońców Pilcha, Wianeckiego i Lakwy wyrok został utrzymany przez Sąd Najwyższy Izby Wojskowej wyrokiem z 23 lutego 1983 roku a oskarżonych obciążono dodatkowo kosztami odwołania w wysokości 6800 zł każdego. 12 grudnia 1983 roku wobec skazanych zastosowano warunkową amnestię z warunkiem nie podejmowania przestępstw do których zastosowano amnestię do 31 grudnia 1985 roku.
W stosunku do pozostałych oskarżonych postępowanie umorzono po naciskach sekretarza KW PZPR Jana Chawarskiego, który ocenił proces WiN, jako „wielki błąd polityczny, błąd prokuratury”. Wnioskował by Komisarz Wojskowy zasygnalizował sprzeciw KW wobec tej sprawy.

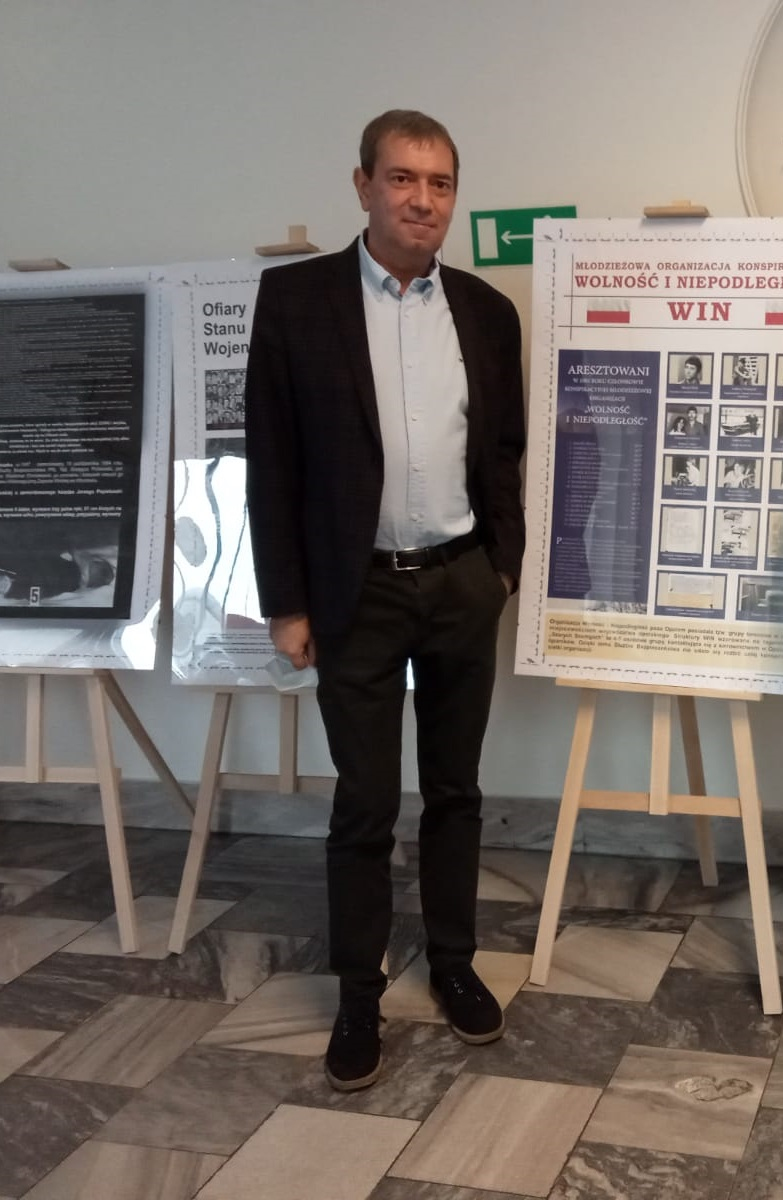
Maciej Wojciechowski z krapkowickiej grupy WiN. Opole 13 grudnia 2021

Po aresztowaniu kilkunastu członków WiN, z inicjatywy Macieja Wojciechowskiego wspólnie z Joachimem Bekersem z grupy terenowej WiN z Krapkowic, w dniu 16 kwietnia 1982 przeprowadzono akcję odwetową polegającą na wybiciu szyb w willi komendanta Komendy Wojewódzkiej Milicji w Opolu Juliana Urantówki i rozrzuceniu ulotek o treści, WiN walczy”. Akcję wspierał Jerzy Golczuk. 20 kwietnia 1982 siedemnastoletni Maciej Wojciechowski i Joachim Bekers zostali aresztowani i skazani w oddzielnym procesie, wyrokiem z dnia 5 czerwca 1982 na kary umieszczenia w zakładzie poprawczym z zawieszeniem wykonania na 3 lata dla Wojciechowskiego oraz rok dla Bekersa. W stosunku do Jerzego Golczuka Sąd Rodzinny i dla Nieletnich w Opolu zastosował dozór kuratorski na okres 3 lat.

### Epilog
W późniejszym okresie niektórych członków WiN inwigilowała Służba Bezpieczeństwa. Próbowano im przeszkodzić w dostaniu się na studia lub w podjęciu pracy. Kontrastowało to z dużym wsparciem środowiska szkolnego podczas aresztu i procesu; listy poręczycielskie klas i samorządów uczniowskich, pomoc nauczycieli w nadrobieniu zaległości i zaliczeniu matur w terminie jesiennym. Również środowisko lekarskie okazywało pomoc wystawiając zaświadczenia o złym stanie zdrowia aresztowanych, dając nadzieję na uwolnienie. Pomimo młodego wieku konspiratorów wykazali się oni dużą odwagą, pomysłowością i zdolnościami organizacyjnymi, a także hartem ducha, dzięki czemu Służbie Bezpieczeństwa nie udało się rozpracować i rozbić całej organizacji, a jedynie jej część.

## Upamiętnienie

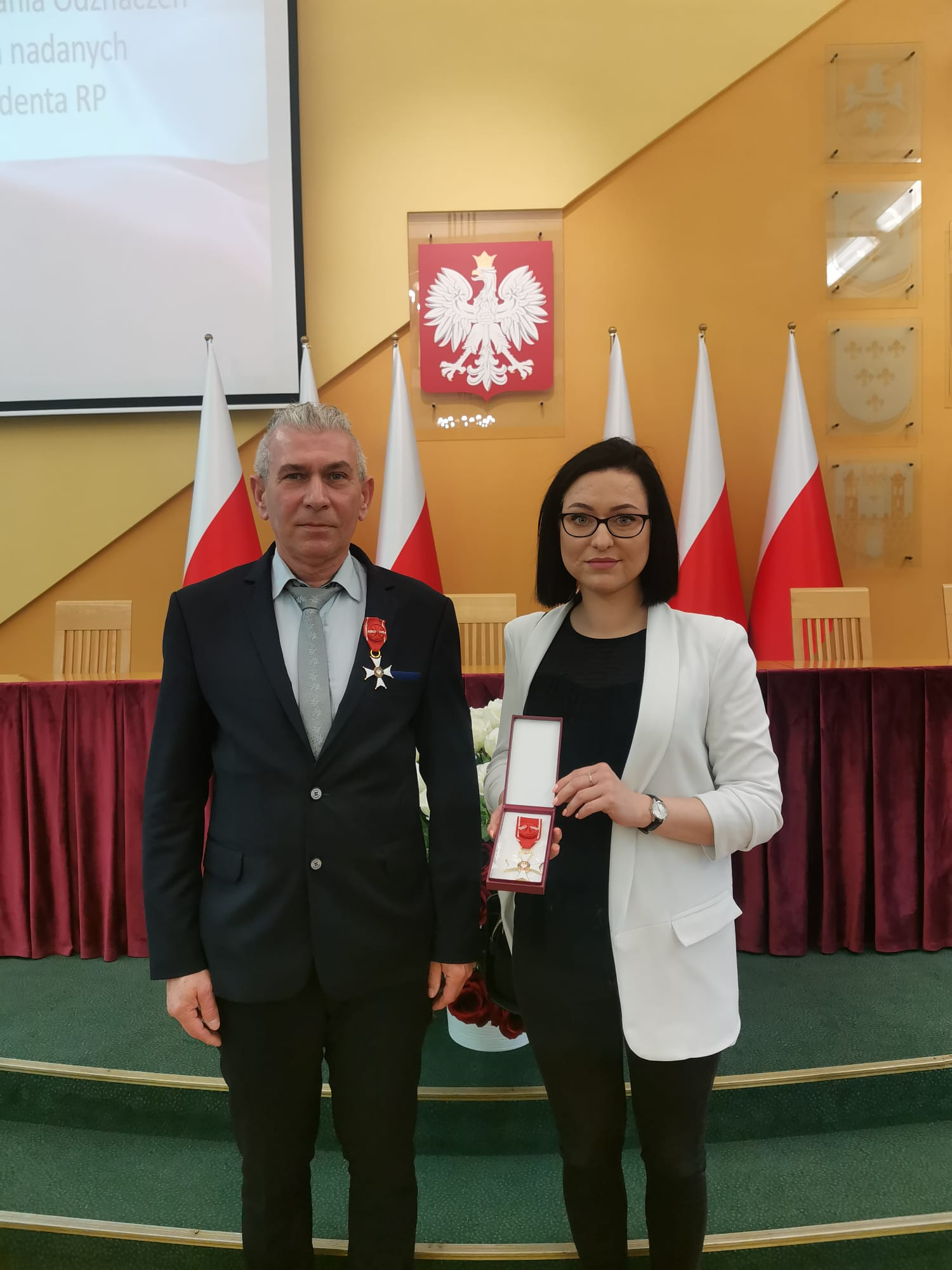
Tadeusz Gustowicz (Lakwa) i jego córka, Patrycja Marcinek odbierająca pośmiertne odznaczenie dla swojej matki, Małgorzaty Lakwy, za działalność konspiracyjną w WiN. Opole 29 kwietnia 2022

Organizacja WiN została upamiętniona w filmie w reżyserii Jędrzeja Lipskiego „Ulotki i kamienie”, który miał swoją premierę na kanale TVP Historia 11 listopada 2020 roku. Ponadto została ona także opisana w książkach historyka Zbigniewa Bereszyńskiego: „NSZZ „Solidarność” i rewolucja solidarnościowa na Śląsku Opolskim 1980–1990 (tom 2)” oraz „Rewolucja „Solidarności” w województwie opolskim 1980–1990” (tom 2). Ponadto niektórzy członkowie WiN zostali uhonorowani przez Prezydentów RP, Bronisława Komorowskiego i Andrzeja Dudę, odznaczeniami państwowymi za zasługi dla niepodległości Rzeczypospolitej Polski. Były to m.in. Krzyże Oficerskie Orderu Odrodzenia Polski, Krzyże Kawalerskie Orderu Odrodzenia Polski oraz Krzyże Wolności i Solidarności.